# Klaus Jürgen Schmidt
Klaus Jürgen Schmidt (* 1944 in Bernsdorf/Oberlausitz) ist ein deutscher Rundfunk-Journalist.

## Leben
Schmidt lernte Junge-Pionier-Arbeit und „Völkerfreundschaft“ à la DDR kennen, später in der Bundesrepublik Deutschland „Straßenrevolution“ à la 1968 und das Ringen um Dritte-Welt-Solidarität beim Redakteursmarsch über Korridore öffentlich-rechtlicher Funkhäuser. Eine erste Annäherung an die Fremde erfolgte als Gewinner des „Dritte-Welt-Journalismus-Preises“ von Terre des Hommes: vor Ort auf den Spuren von Kindern als Opfer des Indochina-Krieges (1973). Danach verfasste er 1974–1979 Rundfunk-, Film- und TV-Reportagen aus Lateinamerika, aus Ländern Südostasiens, aus der Pazifischen Inselwelt, aus Ländern Nordafrikas und dem Mittleren Osten.
Später unternahm er als Medienberater und Medienproduzent Versuche, Menschen des Südens eine eigene Stimme zu geben, u. a. 1980–1982 mit seinem Projekt beim Bremer Übersee-Museum „Matinee in Übersee – Ein unterhaltsamer Nord-Süd-Dialog“, unter Publikumsbeteiligung und mit Satelliten-Schaltungen nach Indonesien, den Philippinen, Mexiko, Bolivien, Nicaragua und Jamaika.
Zusammen mit dem Freund und Kollegen Michael Geyer entstand das Projekt „Ein Floß für Europa“, Ergebnis einer gemeinsamen Reportagereise ins kriegszerrüttete Kambodscha, die aus den Reportern teilnehmende Aktivisten machte (1980/81).
Schmidt lebte und arbeitete 40 Jahre unter Menschen anderer Kulturen, zuletzt 27 Jahre in Afrika. Dort war er u. a. von 1985 bis 1989 für die Friedrich-Ebert-Stiftung als Berater bei Aufbau und Betrieb des Kultursenders Radio 4 der Zimbabwe Broadcasting Corporation in Harare, mit einem Programm in sieben einheimischen Sprachen und mit einer Programmbeteiligung von Landfrauen in Hörer-Clubs tätig.
Schmidt unternahm 2005 als SES-Dozent am Cambodia Communication Institute/Royal University of Phnom Penh Versuche, zusammen mit kambodschanischen Studenten Möglichkeiten zur Einführung eines lokalen Rundfunks zu erkunden.
Schmidt entwickelte 1993 in Simbabwe eine Trainings- und Produktionsofferte für afrikanische  Journalisten, die diese ermächtigen soll, Radiogeschichten aus ihrem eigenen Erleben für Hörer außerhalb ihres eigenen Kulturkreises zu erzählen und zu verbreiten. Radio Bridge Overseas (RBO) entwickelte dabei zwei neue Ideen:
Als erste Medienorganisation auf dem afrikanischen Kontinent vermittelte RBO unabhängigen Radio-Produzenten Fertigkeiten im Umgang mit digitaler Audio-Produktion und mit dem Internet als Instrument zur Verbreitung eigener Audio-Geschichten. RBO-Internship-Programme schafften afrikanische Journalisten nicht mehr zur Weiterbildung in den Norden, sondern brachten von dort junge Medienmacher als Assistenten und erste Hörer zu ihnen in den Süden.
1994 gewann Radio Bridge Overseas während der Weltbevölkerungskonferenz in Kairo den „Global Media Award“ für das beste Radio-Programm. 2000 war Radio Bridge Overseas zur EXPO 2000 in Hannover als „Worldwide Project“ eingeladen. Die innenpolitische Entwicklung in Zimbabwe machte im Jahr 2001 ein Einfrieren aller Operationen RBOs im Lande erforderlich.

## Sendereihen im Bremer Bürgerradio
- Die Übersee-Brücke: Stimmen des Südens für Ohren im Norden
- Die Heimat-Brücke: Nelhiebels Welt
- Die Kinder-Brücke: Vom Privileg, die Welt kennenzulernen
- Die Verständnis-Brücke: Über Versuche, die Fremde zu verstehen

## Werke
- Leben im Reisfeld – Reportagen aus Vietnam, Laos und Kampuchea, 1984, Peter Hammer Verlag, Wuppertal
- Der Weg nach Zimbabwe, 1990, Ergebnisse-Verlag, Hamburg
- Punkt … über Versuche, Heimat in der Fremde zu finden – eine Bilanz nach Aufbruch und Heimkehr, als Taschenbuch, 564 Seiten, ISBN 978-3-96103-088-0
- Tazara … mit der Eisenbahn durch die Weltgeschichte, als DVD und Web-Projekt
- Über die Brücke in Dolldorf geht’s auch nach Afrika, als Web-Projekt
- Trommeln im Elfenbeinturm – Ein interaktiver Thriller, als Taschenbuch BoD, 2005/als E-Book 2016
- Das letzte Wehr vor dem Meer – Zwei Kriminalgeschichten aus der vernetzten Welt, als E-Book 2016 (Leseprobe, PDF; 111 kB)
- Wie ich lernte, die Welt im Radio zu erklären – Von Radio Bremen zur Übersee-Brücke, Medienerfahrungen. Mit einem Vorwort von Kurt Nelhiebel, 2020, ISBN 978-3-95651-265-0